# كودييرو
بلدية كودييرو (بالإسبانية: Cudillero) هي بلدية تقع في منطقة أستورياس شمال غرب إسبانيا.

## الديموغرافيا
بلغ عدد سكان بلدية كودييرو 5.721 نسمة عام 2011 (وفقاً للمعهد الوطني للإحصاء الإسباني).
| 6.218 | 6.172 | 6.055 | 5.976 | 5.894 | 5.797 | 5.721 |